# Mergey
Mergey är en kommun i departementet Aube i regionen Grand Est (tidigare regionen Champagne-Ardenne) i nordöstra Frankrike. Kommunen ligger  i kantonen Troyes 2e Canton som ligger i arrondissementet Troyes. År 2022 hade Mergey 663 invånare.

## Befolkningsutveckling
Antalet invånare i kommunen Mergey
Referens: INSEE